# Paleozoikum
A paleozoikum (jelentése ősi élet, az ógörög παλαιός (palaiósz), azaz régi, és ζωή (zóé), azaz élet szavak összetétele), a magyar földrajzi irodalomban gyakran óidő, földtörténeti idő, a fanerozoikum eon három ideje közül a legkorábbi. A paleozoikum 541 millió évvel ezelőtt kezdődött és 251,902 millió évvel ezelőtt fejeződött be. Hat földtörténeti időszakra oszlik, ezek a legrégebbitől a legújabbig a kambrium, ordovícium, szilur, devon, karbon és perm.
A paleozoikum a Föld történetének legnagyobb kihalási hullámával, a perm–triász kihalási eseménnyel ért véget. A kihalás olyan széles körű volt, hogy a szárazföldi élővilág talpra állása 30 millió évbe is telhetett.
Jelzőként, paleozoikumi értelemben magyar szakszövegekben gyakran a paleozoós szót használják.

## Élet a paleozoikumban
A paleozoikum az első kemény héjú maradványok első megjelenésének időpontjától a nagy, kifinomult felépítésű hüllők és viszonylag modern növények uralkodásának kezdetéig tartott. A kezdetének határát hagyományosan a trilobiták és az archeocyathidák első megjelenésének időpontjától számítják. A végének határát a 300 millió évvel későbbi nagy kihalás (amelyben a fajok 70%-a kipusztult), a permi kihalás időpontjáig számítják. A mai gyakorlatban a kezdetének határát a Trichophycus pedum lenyomata maradványának első megjelenésétől veszik. 
A korszak kezdetekor az élet baktériumokra, algákra és szivacsokra, továbbá a némileg titokzatos formákra, az Ediakara-bióta képviselőire korlátozódott. Nagyszámú alakzat jelent meg szinte egy időben a korszak kezdetekor – ezt kambriumi robbanásnak hívják. Némi bizonyíték van arra, hogy az egyszerű élőlények a paleozoikum kezdeténél már korábban meghódították a szárazföldet, de az alapvető növények és állatok nem jelentek meg a szárazföldön a szilur korszakig és nem burjánoztak a devon korszakig. Habár kezdetleges gerinceseket ismerünk a paleozoikum kezdetéből, az állatok nagy része inkább gerinctelen volt a paleozoikum közepéig. A halpopulációk robbanásszerűek fejlődtek a devonban. A kései paleozoikum folyamán kezdetleges növényekből álló nagy erdők burjánoztak a szárazföldön, és kialakultak a nagy széntelepek Európában és Észak-Amerikában. A korszak végeztével az első nagy, kifinomult felépítésű hüllők és az első modern növények (tűlevelűek) jelentek meg.
Feltehetően ekkor élhettek a Chitinozoa tagjai is.

## Tektonikus mozgások, éghajlat

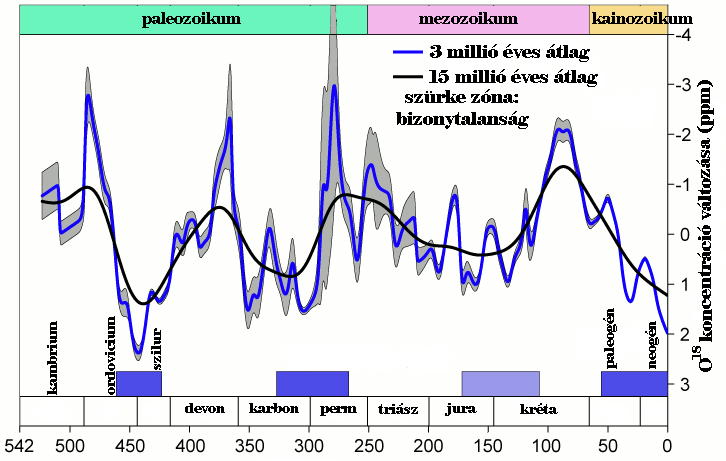
Éghajlatdiagram az utóbbi félmilliárd évről

Földrajzilag a paleozoikum a Pannotia szuperkontinens szétszakadása után kezdődik, mely egy időbe esett az első globális eljegesedés végével (lásd a Varanger-eljegesedést és a hógolyó-Földet, kriogént). A paleozoikum során két nagy eljegesedés volt, az ordovícium végén és a karbon–perm határon. Ezek a déli pólus környékén alakítottak ki vastag jégtakarót, a Gondwana részein.
A korai paleozoikum folyamán a Föld szárazföldtömege számos kisebb kontinensre töredezett. A korszak vége felé haladva a kontinensek a Pangea szuperkontinensben egyesültek, amely magában foglalta a Föld szárazföldjének nagy részét.
A paleozoikum során zajlott a kaledóni tektonikai ciklus (570–350 Ma) és a herciniai orogén ciklus (400–230 Ma). (Egy-egy hegységképződési periódus alapesetben az óceánok szétnyílását, összezáródását, a kontinensütközést és az üledéktömeg felgyűrődését foglalja magába. A valódi folyamatok általában ennél bonyolultabbak.)

## Éghajlati viszonyok
A paleozoikum során a levegő oxigéntartalma jelentősen megváltozott: az idő kezdetén – szén- és kénizotópos vizsgálatok alapján – a levegő térfogatának 2%-át alkotta, a végére ez 30% fölé emelkedett (a mai 21%-hoz képest).
A korai kambriumban az éghajlat enyhe volt kezdetben és egyre melegedett a kambrium folyamán, amint a tengerek elérték a második legmagasabb szintet. Ezt a felmelegedési folyamatot ellensúlyozta, hogy a Gondwana dél felé mozdult nagy sebességgel, így az ordíviciumban Nyugat-Gondwana (Afrika és Dél-Amerika) közvetlenül a déli sark felett helyezkedett el. A korai paleozoikum éghajlata szintén erősen változó zónánként, mely azt eredményezte, hogy a globális éghajlat ugyan melegedett, de az akkori élőlények élettere – a kontinensek talapzatának tengeri környezete – egyre hűvösebbé vált. A Baltikum (Észak-Európa és Oroszország) és Laurentia (Észak-Amerika keleti része és Grönland) mégis a trópusi zónában maradt, miközben Kína, Ausztrália mérsékelt vizekben feküdt. A korai paleozoikum hirtelen ért véget a rövid, de súlyosnak látszó késő ordovíciumi jégkorszakkal. Ez a hideg okozta a második legnagyobb fanerozoikumi tömeges kihalást.
A középső paleozoikumban jelentős stabilitás figyelhető meg. A tengerek szintje a jégkorszak miatt csökkent, de a szilur és devon folyamán lassan visszaállt. A Baltikum és Laurentia lassú összeolvadása és a Gondwana részeinek észak felé haladása számos, viszonylag meleg, sekély tengerfenék kialakulásának oka. Ahogy a növények a kontinensek szélén megjelentek, növekedett az oxigénszint, csökkent a szén-dioxid-tartalom, igaz, kevésbé drámaian. Az észak-dél hőmérsékleti különbség szintén csökkenni látszik, vagy a metazoák egyszerűen szívósabbakká váltak, vagy mindkettő. Mindenesetre az Antarktisz és Nyugat-Gondwana déli kontinentális szélei kevésbé voltak már lakatlanok. A devon végén számos impulzus történt, amely a középső paleozoikum gerinces élővilágának nagy részét elpusztította anélkül, hogy láthatóan csökkentette volna az élővilág általános változatosságát. 
A kései paleozoikummal kapcsolatban sok a megválaszolatlan kérdés. A Mississippi epocha a légköri oxigénszint hirtelen, gyors növekedésével kezdődött, miközben a szén-dioxid-szint soha nem látott alacsony szintre süllyedt. Az éghajlat destabilizációjához, és egy (vagy talán két) jégkorszakhoz vezetett a karbon időszakban. Ezek sokkal súlyosabbak voltak, mint a késő ordovíciumi jégkorszak; de ezeknek jelentéktelen hatása volt az élővilágra. A ciszuráli korszakban az oxigén- és szén-dioxid-szint normál értékre állt vissza. Másrészt viszont a Pangea kialakulása hatalmas sivatagok kialakulásához vezetett, melyekben extrém hőmérsékletek jöttek létre. A lopingi korszakban csökkent a tenger szintje, növekedett a szén-dioxid-szint, általános éghajlati romlás következett be, melyek együttes következménye a perm végi kihalás.